# 動産質
動産質（どうさんしち）とは、動産を担保の目的物として設定される質権。

## 日本法

### 設定
動産質は約定担保物権であるので、通常は設定者と質権者との間の質権設定契約によってなされる。質権設定契約は要物契約である。質権設定における引渡しには占有改定は含まれない（民法345条）。
なお、質権は民法192条によって即時取得される場合もある。即時取得の要件は、質権者が、そのものが他人の所有物であることをについて善意無過失である場合である。例えば、他人の所有物を質屋に持っていき、それを担保にお金を借りた場合には、それが善意無過失であれば、質権を即時取得することが可能である。

### 対抗要件
動産質の対抗要件は占有の継続である。質権者が占有を失えば第三者に対抗することはできなくなる（民法352条）。
設定者以外の占有侵奪者に対して、動産質権者は占有訴権のうち占有回収の訴えのみ認められる。

### 効力
質権者は質物に対して善管注意義務を負い、動産質権に対して転質権を設定することができる。
不可分性があり被担保債権の全額弁済が完了するまで、その質権の効力は目的物すべてに対して効力が及ぶ（民法350条および民法296条）。被担保債権の範囲も抵当権の場合とは異なるため、最後の2年分に限られるという制限はない。

### 実行方法
動産質も民事執行法による競売で実行することを原則とする。しかし、民法は動産質については簡易な換価方法による実行を特別に認めている（民法354条）。
なお、民法355条によって、同一の質物上に他と競合する質権の順位が規定されている。

## 英米法のpledge
英米法のpledgeは動産質または質入抵当と訳される。債務者が債務を完済するまで債権者に自己の所有物を質入れする担保である。弁済の約定期日までに債務者が完済すれば質物は返還される。